# Ludwig von Schwandner
Wilhelm Friedrich Ludwig Schwanderer, ab 1870 von Schwandner, (* 5. Januar 1823 in Backnang; † 29. August 1880 in Reutlingen) war ein württembergischer Regierungspräsident und Landtagsabgeordneter.

## Leben
Ludwig Schwandner war der Sohn des Wundarztes Friedrich Schwandner in Backnang. Nach dem Besuch der Lateinschule in Backnang machte er von 1836 bis 1839 eine Schreiberlehre in der Kanzlei des Backnanger Gerichtsnotars Nädelin. Von 1839 bis 1841 setzte er die Ausbildung beim Oberamt Waiblingen fort und beendete sie im Sommer 1941 mit der Maturitätsprüfung. Von 1841 bis 1845 studierte er dann Regiminalwissenschaften in Tübingen. Er war dort Mitglied des Corps Guestphalia. 1845 legte er die erste und 1846 die zweite höhere Dienstprüfung ab. Seine berufliche Laufbahn begann er als Aktuariatsverweser in Schorndorf, Besigheim und Biberach. Von 1847 bis 1850 war er Oberamtsaktuar beim Oberamt Neckarsulm und von 1850 bis 1853 beim Oberamt Gmünd. 1853 wechselte er als Regierungsassessor zur Regierung des Donaukreises in Ulm und 1855 zum Departement des Innern (Innenministerium), dort wurde er 1856 Kanzleidirektor mit dem Titel Regierungsrat. 1865 berief man Ludwig Schwandner als ordentliches Mitglied in die Oberregierung, 1868 wurde er zum Oberregierungsrat befördert. Am 13. April 1870 übernahm er als Regierungsdirektor die Leitung der Regierung des Schwarzwaldkreises in Reutlingen, 1879 erhielt er den Titel Regierungspräsident. 1880 verstarb er noch während seiner aktiven Dienstzeit.

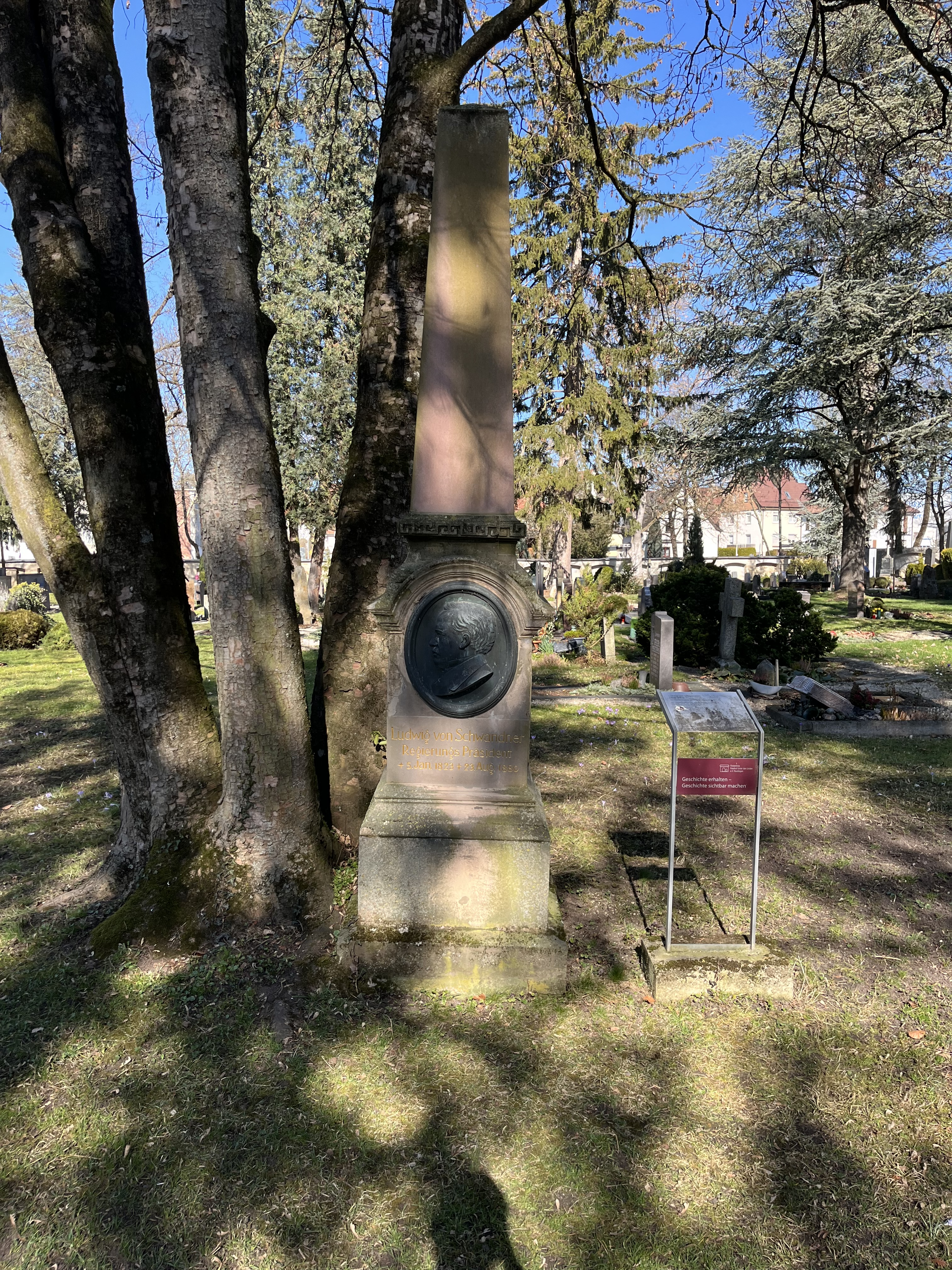
Grab von Ludwig von Schwandner auf dem Friedhof „Unter den Linden“ in Reutlingen

## Politik
1862 wurde Schwandner im Wahlkreis Neckarsulm erstmals in den württembergischen Landtag gewählt. Ab 1876 vertrat er bis zu seinem Tod die Stadt Reutlingen. Ludwig von Schwandner war von 1875 bis 1880 Vizepräsident der Zweiten Kammer des Landtages. Als Abgeordneter schloss er sich der Landespartei an.

## Ehrungen
- 1860 Ritterkreuz des Friedrichs-Ordens
- 1864 Kaiserlich Russischer St. Annen-Orden 1. Klasse
- 1870 Ritterkreuz 1. Klasse des Ordens der Württembergischen Krone.[1] Damit war der württembergische persönliche Adel verbunden (Nobilitierung)
- 1871 Kommenturkreuz 2. Klasse des Friedrichs-Ordens
- 1877 Kommenturkreuz des Ordens der Württembergischen Krone
- 1877 Kommenturkreuz 1. Klasse des Friedrichs-Ordens